# Jan Hvězda z Vícemilic
Jan Hvězda v Vícemilic, zvaný Bzdinka (do dnešní češtiny možno přeložit jako Prdík) (? – 17. nebo 18. října 1425?) byl český husitský vojevůdce, stoupenec Jana Žižky, hejtman táborský a pražský.

## Život

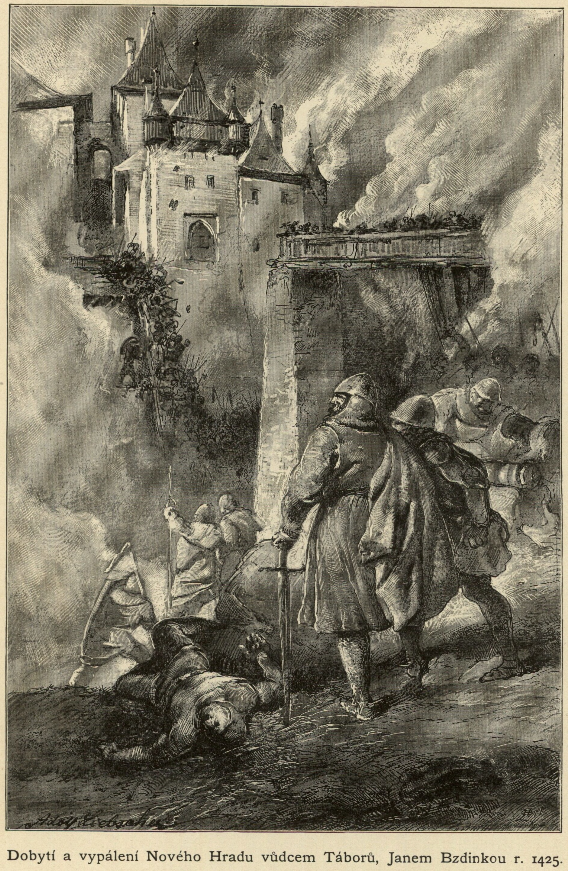
A. Liebscher: Dobytí a vypálení Nových Hradů Janem Bzdinkou r. 1425

Jan Hvězda pocházel z Licoměřic (dříve Vícemilic) u Čáslavi. O jeho mládí a výchově není nic známo. Patřil mezi nižší šlechtu a jeho kariéra je typickým příkladem, kam až mohla husitská revoluční vlna tento typ chudého zemana vynést.
Po převratu v říjnu 1421 iniciovaném Janem Želivským se stal vedoucím povstalců. Na návrh Želivského byl Bzdinka 19. října 1421 jmenován nejvyšším pražským hejtmanem. V roce 1422 velel pražským skupinám v boji proti králi Zikmundovi u Kutné Hory a Havlíčkova Brodu. Krátce poté, co Želivský upadl v nemilost, sesadili pražští také Bzdinku. Zklamaný Bzdinka se spojil s Bohuslavem ze Švamberka a pokusili se dobýt v roce 1422 Prahu zpět, ale marně. V roce 1423 vedl Bzdinka vojsko na telčské panství katolického pána Jana z Hradce. Při té příležitosti byly pobořeny hrady Janštejn a Štamberk. Telč před husitskými vojsky zachránila pomoc Menharta II. z Hradce a husité se museli stáhnout. Ani obléhání hradu Roštejn nebylo pro Jana Hvězdu úspěšné, ustoupil tedy a dobyl a vyplenil hrad Štamberk. Menhart II. z Hradce na husitské vojsko znovu zaútočil v bitvě u Horních Dubenek a přiměl je stáhnout se k Pelhřimovu.
Jan Hvězda z Vícemilic byl poté krátce hejtmanem v Hradci Králové a brzy se připojil k Janu Žižkovi. Hvězda se spolu s ním účastnil dobývání Kostelce nad Labem, Plzně, Jihlavy či Přibyslavi. Když Žižka oslepl na druhé oko, stal se Jan Hvězda jeho nejbližším poradcem a oporou, mj. v bitvách u Skalice či u Malešova. Po Žižkově smrti byl jmenován vůdcem táboritů. Roku 1425 Hvězda spolu s Janem Roháčem z Dubé prováděli ve východních a středních Čechách vojenské operace, jejichž součástí byl i nezdařený pokus o dobytí Nového Města pražského. V říjnu téhož roku pak Jan Hvězda z Vícemilic zemřel na zranění utrpěná při obléhání hradu Mladá Vožice.